# Phare de Frankfort

Le phare de Frankfort (en anglais : Frankfort Light), est un phare du lac Michigan, situé à l'extrémité du brise-lames nord du port de  Frankfort, dans le comté de Benzie, Michigan.
Ce phare est inscrit au Registre national des lieux historiques depuis le 6 septembre 2005 sous le no 5000983.

## Historique
Le port de Frankfort a été dragué pour la première fois en 1859. Une série d'améliorations a été commencée en 1867 et achevée en 1873. Le phare original de Frankfort, une balise pyramidale à pans de bois fermée, a été construit en 1873 à la fin de cette longue jetée en bois avec une passerelle surélevée qui menait au rivage. Ce feu avait été allumé pour la première fois le 15 octobre 1873. Un signal de brouillard a été ajouté en 1893.
En 1912, une nouvelle tour pyramidale carrée en acier a été construite sur la jetée nord. La lumière a été électrifiée en 1919. Dans les années 1920, la construction a commencé sur une paire de brise-lames en béton à l'entrée du port. La construction a été terminée au début des années 1930. En 1932, le phare de 1912 a été retiré de la jetée nord et déplacé à la tête du brise-lames nord. Le phare de style pyramidal d'origine a été agrandi en le plaçant au sommet d'un nouveau socle à deux étages.
En 2010, la Garde côtière américaine a mis en vente le phare et, en 2011, la propriété a été transférée à la ville de Frankfort.

## Description
Le phare est une tour pyramidale en acier, avec galerie et lanterne en fonte, s'élevant d'une base carrée en acier de 2 étages, de 20 m de haut. La tour est peinte en blanc et la lanterne est noire.
Il émet, à une hauteur focale de 22 m, une lumière blanche fixe. Sa portée est de 16 milles marins (environ 30 km). Il est équipé d'une corne de brume émettant un souffle par période de 30 secondes, du premier avril au premier novembre et d'un radiophare.
Identifiant : ARLHS : USA-308 ; USCG :  7-18375 .

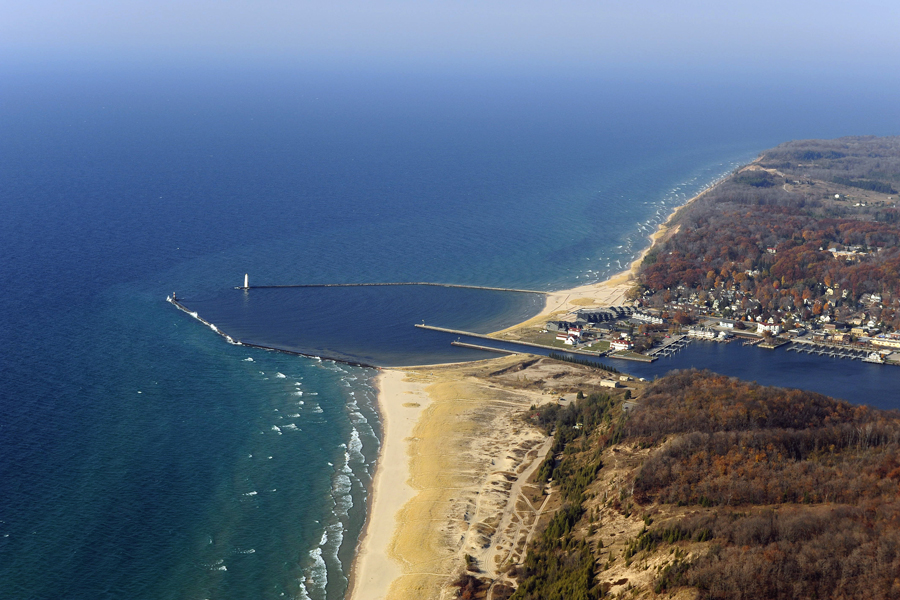
Port de Frankfort
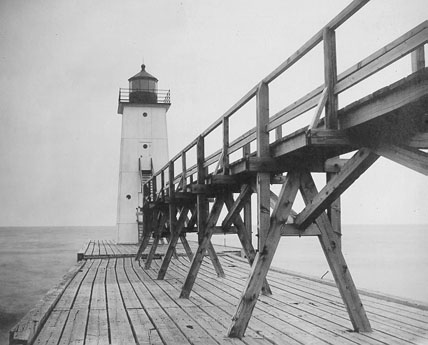
Le phare (photo USCG)
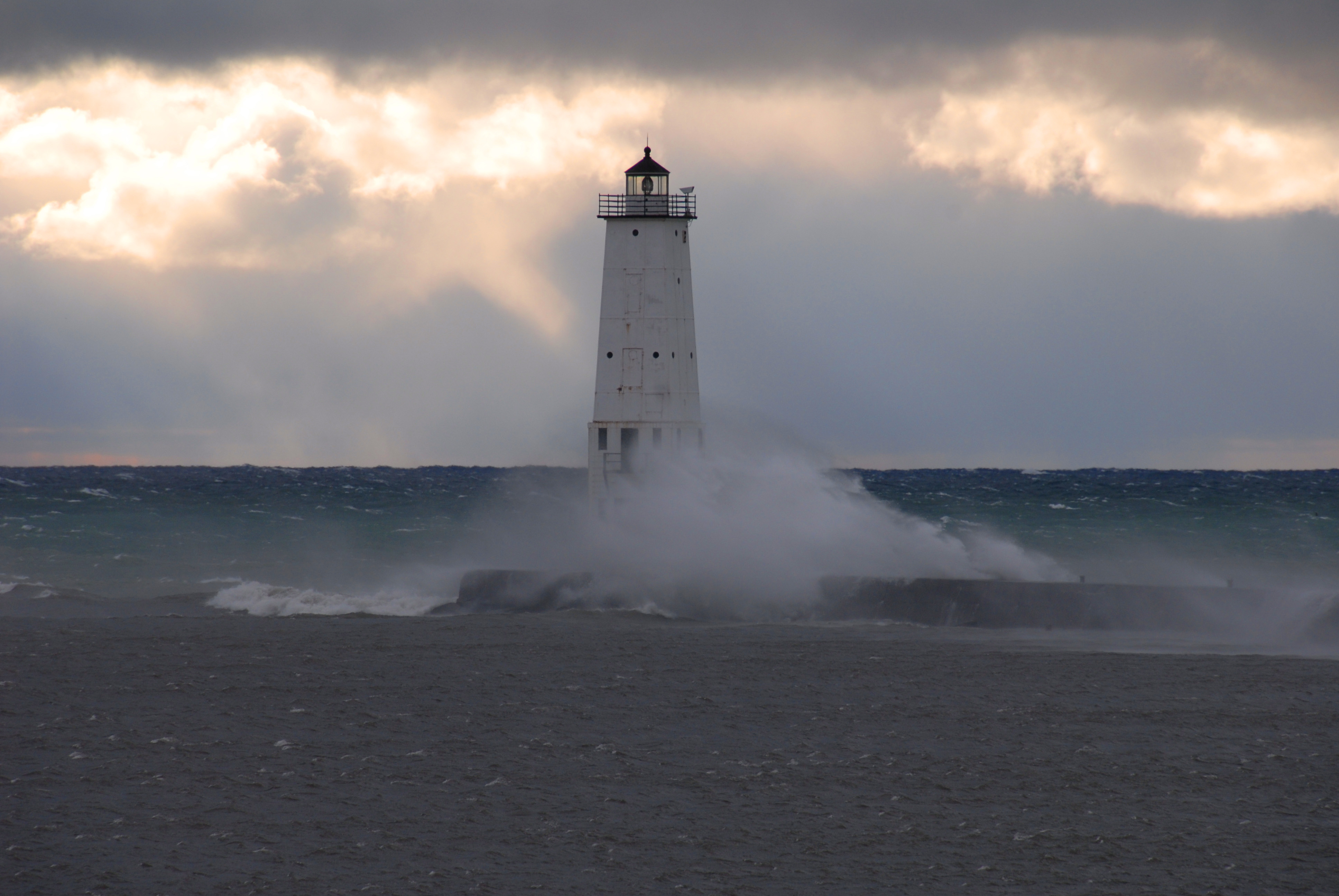
Le phare

### Lien connexe
- Liste des phares au Michigan